# Coris venusta

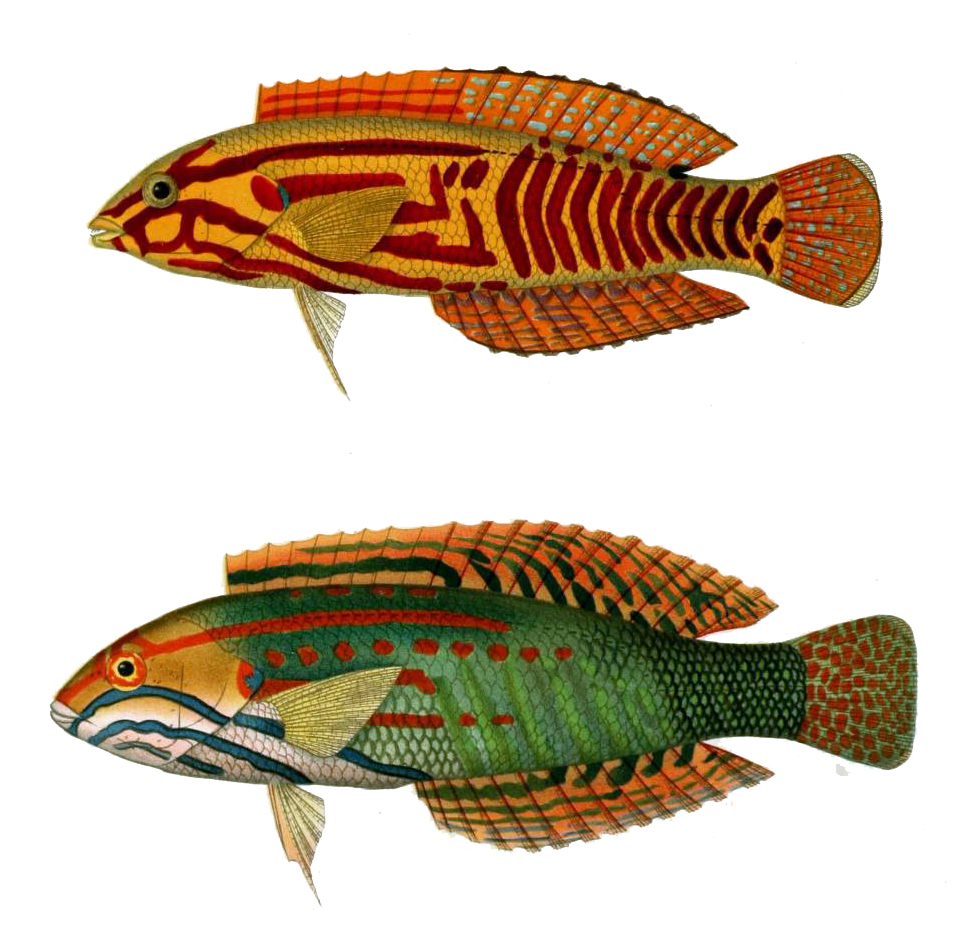
Esemplare giovanile e adulto a confronto

Coris venusta (Vaillant & Sauvage, 1875) è un pesce di acqua salata appartenente alla famiglia Labridae.

## Habitat e Distribuzione
Proviene dall'oceano Pacifico, dove per ora è stata trovata soltanto attorno alle Isole Hawaii, nelle zone con substrato sabbioso o nelle barriere coralline, generalmente a profondità piuttosto basse.

## Descrizione
Presenta un corpo compresso lateralmente, allungato ma non particolarmente alto, e con la testa appuntita. La pinna anale e la pinna dorsale sono basse e lunghe, mentre la pinna caudale ha il bordo arrotondato, e le pinne pelviche sono allungate.
Il colore di base durante la vita del pesce varia dal giallastro al verde, ma sono presenti sempre delle linee rosse, abbastanza irregolari sulla testa, orizzontali sul corpo, che nei maschi adulti si fanno più indistinte vicino alla pinna caudale.
I giovani tendono di più al rossastro, mentre sulla gola degli adulti sono presenti dei disegni azzurri. Le pinne sono dello stesso colore del corpo, e sull'opercolo è presente una piccola macchia azzurra-grigiastra. La sua lunghezza è intorno ai 20 cm.

## Biologia

### Alimentazione
Ha una dieta abbastanza varia nonostante sia quasi completamente carnivora. Si nutre di quasi tutti gli invertebrati marini: alcuni esempi sono policheti, chitoni, crostacei come gamberi, granchi, anfipodi e isopodi, molluschi sia bivalvi che gasteropodi ed echinodermi, specialmente ricci di mare.

### Riproduzione
È oviparo ed ermafrodita; gli esemplari più grandi sono maschio. La fecondazione è esterna e non ci sono cure dei genitori verso le uova e gli avannotti.

## Conservazione
Nonostante l'areale ridotto questa specie non è in pericolo di estinzione e non è minacciata da particolari pericoli, quindi la lista rossa IUCN la classifica come "a rischio minimo" (LC).